# Isidor Isaac Rabi
Isidor Isaac Rabi (/[invalid input: 'icon']ˈrɑːbi/; 29.7.1898 – 11.01.1988) là nhà vật lý người Mỹ đã đoạt Giải Nobel Vật lý năm 1944 cho công trình phát hiện cộng hưởng từ hạt nhân của ông.

## Tiểu sử

### Thời trẻ
Rabi sinh ngày 29.7.1898 trong một gia đình Do Thái truyền thống ở Rymanów, Galicia, Đế quốc Áo-Hung (nay thuộc Ba Lan), là con của David Rabi và Janet Teig. Ông theo gia đình sang Hoa Kỳ khi còn là một đứa trẻ. Năm 1919, ông đậu bằng cử nhân hóa học ở Đại học Cornell. Ông tiếp tục học ở Đại học Columbia và đậu bằng tiến sĩ năm 1927. Ông được một học bổng sang châu Âu nghiên cứu 2 năm với các nhà vật lý nổi tiếng như Niels Bohr, Werner Heisenberg, Wolfgang Pauli và Otto Stern. Khi trở về Hoa Kỳ, ông gia nhập ban giảng huấn Đại học Columbia suốt đời.

### Sự nghiệp
Năm 1930 Rabi bắt đầu nghiên cứu bản chất của lực liên kết giữa các proton với các hạt nhân nguyên tử. Nghiên cứu này cuối cùng dẫn tới việc tạo ra phương pháp dò tìm cộng hưởng từ của chùm phân tử, do đó mà ông được trao giải Nobel Vật lý năm 1944.
Năm 1940 ông được nghỉ phép ở Đại học Columbia để sang làm phó giám đốc Phòng thí nghiệm bức xạ của Học viện Công nghệ Massachusetts nghiên cứu việc phát triển radar và bom nguyên tử của Dự án Manhattan.
Một số người nói rằng ông miễn cưỡng đồng ý phục vụ như một cố vấn đến làm việc ở Phòng thí nghiệm Quốc gia Los Alamos, nơi ông là một trong số rất ít ngoại lệ được miễn các quy tắc an ninh nghiêm ngặt ở đây. Tướng Leslie Groves đã thực hiện một nỗ lực đặc biệt để mang Rabi - người đã từng là bạn sinh viên với Oppenheimer và 2 người có mối quan hệ gần gũi cùng tôn trọng lẫn nhau - đến Los Alamos trong những ngày trước cuộc thử nghiệm Trinity để ông có thể giúp Oppenheimer duy trì sự tỉnh táo của mình dưới áp lực lớn như vậy. Các nhà khoa học làm việc trong vụ nổ thử Trinity đưa ra vụ cá cược cho kết quả của vụ nổ thử, với các dự đoán từ bom hoàn toàn tịt ngòi tới sức nổ là 45 kiloton của đương lượng nổ. Lời đoán của Rabi là 18 Kiloton tỏ ra gần đúng nhất với hiệu suất thực tế 18,6 Kiloton của vụ nổ, và ông đã thắng cược.

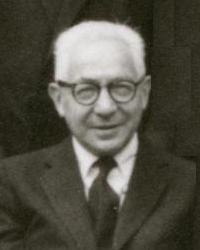
Isidor Isaac Rabi ở Copenhagen 1963

Sau Chiến tranh thế giới thứ hai, ông tiếp tục nghiên cứu đóng góp vào việc phát minh laser và đồng hồ nguyên tử. Ông cũng là một trong những người sáng lập ra cả Phòng thí nghiệm quốc gia Brookhaven (ở Long Island, New York) lẫn CERN, và làm cố vấn khoa học thứ hai cho tổng thống Harry S. Truman.
Thay mặt Oppenheimer, Rabi đã làm chứng tại một buổi điều trần gây tranh cãi của Ủy ban Năng lượng nguyên tử Hoa Kỳ vào năm 1954 mà cuối cùng đã dẫn tới việc Oppenheimer bị tước quyền được bảo vệ an ninh.
Rabi làm khoa trưởng Phân khoa Vật lý học của Đại học Columbia từ năm 1945 tới 1949, thời kỳ này trường có hai người đoạt giải Nobel (Rabi và Enrico Fermi) cùng 11 người sẽ đoạt giải Nobel trong tương lai, trong đó có bảy người trong ban giảng huấn (Polykarp Kusch, Willis Lamb, Maria Goeppert-Mayer, James Rainwater, Norman Ramsey, Charles Townes và Hideki Yukawa), một nhà khoa học nghiên cứu (Aage Niels Bohr), một giáo sư thỉnh giảng (Hans Bethe),một sinh viên tiến sĩ (Leon Lederman) và một sinh viên chưa tốt nghiệp cử nhân (Leon Cooper). Khi Đại học Columbia lập ra hạng bậc giáo sư đại học năm 1964, thì Rabi là người đầu tiên được xếp hạng giáo sư như vậy. Ông nghỉ dạy học năm 1967 nhưng vẫn hoạt động trong Phân khoa và giữ chức giáo sư danh dự (Professor Emeritus) cùng chức Giảng viên đặc biệt cho tới ngày qua đời 11.01.1988.
Rabi là người đại diện Hoa Kỳ trong Ủy ban Khoa học của NATO vào thời điểm mà thuật ngữ "Software Engineering" được đặt ra. Khi phục vụ trong cương vị đó, ông đã phàn nàn là thực tế có nhiều dự án phần mềm lớn bị trì hoãn. Điều này gây ra một số cuộc thảo luận dẫn đến sự hình thành một nhóm nghiên cứu và nhóm này đã tổ chức hội nghị đầu tiên về Kỹ thuật phần mềm.
Ông cũng là thành viên trong Ban quản trị của Cơ quan Khoa học (Science Service) từ năm 1956 tới 1959 (nay là Society for Science & the Public).
Ông nổi tiếng về câu nhận xét là "thế giới sẽ tốt hơn nếu không có một Edward Teller" Ông cũng nổi tiếng về câu hỏi liên quan tới hạt muon: "Who ordered that?"

## Giải thưởng
- Huy chương Elliott Cresson (1942)
- Giải Nobel Vật lý (1944)
- Giải Nguyên tử vì Hòa bình (1967)
- Huy chương Oersted (1982)
- Public Welfare Medal (Huy chương Phúc lợi công cộng) của Viện Hàn lâm Khoa học quốc gia Hoa Kỳ (1985).[8]
- Giải Vannevar Bush (1986)

### Đời tư
Rabi kết hôn với Helen Newmark năm 1926. Họ có hai người con gái.

## Tác phẩm
- Rabi, Isidor Isaac (1960). My life and times as a physicist;. Claremont College. tr. 55.
- Rabi, Isidor Isaac (1970). Science: The Center of Culture. New York: World Publishing Co.
- Rabi, Isidor Isaac (1969). Oppenheimer: The Story of One of the Most Remarkable Personalities of the 20th Century. Robert Serber, Victor F. Weisskopf, Abraham Pais, Glenn T. Seaborg. Scribner's.

## Báo cáo kỹ thuật
- Rabi, I. I. (1947). "Interaction of Neutrons with Electrons in Lead". Physical Review. Quyển 72 số 7. tr. 634. doi:10.1103/PhysRev.72.634.
- Rabi, I. I. (1954). "Use of Rotating Coordinates in Magnetic Resonance Problems". Reviews of Modern Physics. Quyển 26 số 2. tr. 167. doi:10.1103/RevModPhys.26.167.
- Rabi, I.I. "The Role of Atomic Energy in the Promotion of International Collaboration", Columbia University, (ngày 31 tháng 10 năm 1959).